# Universitatea din Bonn
Universitatea Bonn (germană Rheinische Friedrich-Wilhelms-Universität Bonn) este una dintre cele mai mari universități din Germania. Numită după regele prusac Friedrich Wilhelm III și fondată în 1818. Universitatea are sediul în Bonn pe Rin și se este o universitate de cercetare de renume internațional. În semestrul de vară din anul 2017, au fost înscriși aproximativ 36.900 de studenți.
Printre elevii ei cei mai cunoscuți se află 7 absolvenți și profesori ai premiului Nobel, printre care: Harald zur Hausen, Wolfgang Paul, Reinhard Selten și Otto Wallach, paisprezece laureați ai Premiului Leibniz, doi câștigători ai Medaliei Fields și alte nume celebre: Joseph Ratzinger, Heinrich Heine, Karl Marx, Konrad Adenauer, Christian Lindner, Robert Schuman, Joseph Schumpeter, Friedrich Nietzsche, Joseph Goebbels, Max Ernst, Karl Barth, August Kekule și Heinrich Hertz.
În clasamentul Times Higher Education (2016), Universitatea Bonn se află pe locul 113. Ea împarte locul cu Universitatea McMaster și Universitatea Queen Mary din Londra. Printre universitățile germane, este numărul 12, în spatele Universității Georg-August din Göttingen (număr mondial 112) și în fața Universității din Ulm (clasamentul mondial 135). Este, de asemenea, una dintre universitățile germane care a fost inclusă în programele de finanțare Excellence Cluster și Inițiativa pentru Excelență.